# Kleinbeuren
Kleinbeuren ist ein Gemeindeteil von Kammeltal im schwäbischen Landkreis Günzburg in Bayern mit etwa 120 Einwohnern (Stand: August 2018).

## Lage
Das Kirchdorf ist über die Staatsstraße St 2024 zu erreichen.

## Geschichte
Der Ort wird erstmals 1525 im Zusammenhang mit dem Oberamt Wettenhausen genannt.
Am 1. Juli 1972 wurde die Gemeinde Kammeltal im Zuge der kommunalen Gebietsreform aus den ehemals selbständigen Gemeinden Behlingen, Egenhofen, Ettenbeuren, Goldbach, Kleinbeuren, Ried und Wettenhausen gegründet.

## Bevölkerungsentwicklung
Es handelt sich um Einwohnerzahlen nach dem jeweiligen Gebietsstand bis 1970 und ohne die heute zugehörigen Ortsteile. Die Bevölkerungszahl im Ort von 1987 wurde als Gemeindeteil der Gemeinde Kammeltal angegeben. Die Zahlen sind Volkszählungsergebnisse mit Archivierungen des Internetportals Bavarikon des Freistaats Bayern.
| Jahr      | 1871 | 1925 | 1950 | 1970 | 1987 |
| Einwohner | 124  | 147  | 192  | 152  | 116  |

## Sehenswürdigkeiten
- Kapelle St. Otmar